# Adam-lès-Passavant
Adam-lès-Passavant é uma comuna francesa na região administrativa de Borgonha-Franco-Condado, no departamento de Doubs. Estende-se por uma área de 9,59 km². Em 2010 a comuna tinha 92 habitantes (densidade: 9,6 hab./km²).